# Glissandomuistimalia
De glissandomuistimalia (Pellorneum saturatum) is een zangvogel uit de familie Pellorneidae. De vogel werd in 1920 door de Britse vogelkundigen Herbert Christopher Robinson en Cecil Boden Kloss geldig beschreven als een ondersoort van de treurmuistimalia (P. malaccense).

## Verspreiding en leefgebied
Deze soort komt voor op het eilanden Bangka, Billiton en Borneo (Sarawak en Oost-Kalimantan).